# Чибий (река)
Чибий (адыг. Чӏыбый) — река в России, протекает в Краснодарском крае, Адыгеи. Длина реки — 33 км, площадь её водосборного бассейна — 242 км². Река образуется при слиянии рек Большой Чибий и Малый Чибий. Впадает в Шенджийское водохранилище (раньше впадала в Псекупс), из которого вытекает Чибийский канал, устье канала находится на 237 км левого берега реки Кубани. Местами река пересыхает.
Название реки переводится как «земляной крот»: от адыг. чӏыгу — «земля» и адыг. бый — «крот».

## Данные водного реестра
По данным государственного водного реестра России относится к Кубанскому бассейновому округу, водохозяйственный участок реки — Кубань от Краснодарского гидроузла до впадения реки Афипс, речной подбассейн реки — подбассейн отсутствует. Речной бассейн реки — Кубань.
По данным геоинформационной системы водохозяйственного районирования территории РФ, подготовленной Федеральным агентством водных ресурсов:
- Код водного объекта в государственном водном реестре — 06020001412108100005483
- Код по гидрологической изученности (ГИ) — 108100548
- Код бассейна — 06.02.00.014
- Номер тома по ГИ — 08
- Выпуск по ГИ — 1